# Ono
Ono (eng. It) je horor roman američkog pisca Stephena Kinga, objavljena 1986. godine. Kingova je 22. knjiga i 18. roman pod pravim imenom. Priča prati sedmero djece koje progoni čudno biće iskorištavajući strahove i fobije svojih žrtava. "Ono" se pojavljuje u formi klauna kako bi privuklo što više male djece.
King je izjavo da je priču smislio 1978. godine, a počeo pisati tek 1981. godine. Također je izjavio da je htio da naslovni lik bude trol, a ne klaun. Usto je htio da priče likova dok su djeca budu pomiješana s onima kada su odrasli.
Roman je bio najprodavanija knjiga u Sjedinjenim Američkim Državama 1986. godine.[nedostaje izvor]
Hrvatsko izdanje tvrtke Algoritam podijeljeno je na dva dijela.

## Kratak sadržaj
Radnja se događa u ljeto 1957. godine, a prati družinu "The Losers Club" koja se sastoji od sedmoro djece: šestorice dječaka i jedne djevojčice. Sve počinje kao obično ljeto, no u malom gradu Derryju, misteriozno počinju nestajati djeca. Doznaje se da i gradu vreba čudno biće - "Ono", koje se budi svakih 27 godina kako bi uhvatilo nove žrtve, uglavnom djecu. Sami članovi družine su iskusili susret s "Onim", koji se pojavljuje u obliku klauna, kako bi privuklo što više djece.
Nakon 27 godina, "Ono" se vratilo po nove žrtve. Članovi družine, sada odrasli ljudi, moraju se ponovno suočiti s čudovištem.